# Endasys lygaeonematus
Endasys lygaeonematus là một loài tò vò trong họ Ichneumonidae.